# Bạo loạn Lũng Nam 2008
Bạo loạn tại Lũng Nam 2008 là một cuộc biểu tình đã trở thành bạo loạn bởi cả ngàn người tại Lũng Nam, Cam Túc, Trung Quốc.

## Nguyên nhân
Nguyên nhân của bạo loạn là khi khoảng 30 người dân có nhà bị phá hủy để xây tòa nhà hành chính mới, trong một hành động chiếm đất thường thấy ở các địa phương Trung Quốc và dẫn đến các vụ chống đối có sự tham dự đông đảo của dân chúng. Giới chức địa phương thường thông đồng với các công ty phát triển địa ốc để chiếm đất của dân, lấy cớ là xây các khu nhà ở và hạ tầng cơ sở mà không bồi thường hoặc chỉ bồi thường ít ỏi cho người dân.

## Bạo loạn
Cuộc biểu tình khởi sự từ hôm thứ hai 17/11 chỉ với một nhóm nhỏ than phiền về việc nhà của họ bị đập phá để xây con đường mới ở thành phố Lũng Nam. Tuy nhiên đến đêm thì con số người kéo đến phản đối đã lên tới cả ngàn người. Đám đông đã tấn công vào tòa nhà chính quyền và "dùng gạch đá, ống sắt tấn công công an và giới chức chính quyền" cũng như đốt xe gắn máy, xe đạp và các văn phòng. Số người tham dự biểu tình lên đến con số 2.000 người hôm thứ ba 18/11 nhưng đã bị giải tán với sự hiện diện của công an và việc bao vây không cho xe cộ và người dân lui tới. Công an địa phương đã được điều động để đàn áp cuộc biểu tình và gây ra thương tích cho nhiều người. Đến sáng sớm ngày 18/11 thì "trật tự được vãn hồi," theo lời một viên chức đảng bộ Cộng sản địa phương.

## Thương vong
Có ít nhất 74 người, kể cả viên chức chính quyền, công an và người biểu tình, đã bị thương trong cuộc đụng độ, theo lời bản thông cáo đăng tải trên trang web của chính quyền thành phố Lũng Nam, nơi vụ hỗn loạn xảy ra. Các cuộc biểu tình phản đối việc chiếm đất của dân và tình trạng tham nhũng của các viên chức chính quyền tại địa phương ngày càng lan rộng ở Trung Quốc.

## Thiệt hại
Các thiệt hại vật chất được ghi nhận lên đến hơn 5 triệu Nhân dân tệ (khoảng 731.000 Mỹ kim) nhưng con số này có thể lên cao hơn.

## Bắt người trong vụ biểu tình
Ngày 20/11, công an Trung Quốc đã bắt giữ 30 người vì có dính líu đến cuộc biểu tình bạo loạn. Giới chức chính quyền địa phương nói tình hình đã yên ổn trở lại tại thành phố Lũng Nam và họ đã thẩm vấn khoảng 110 người về cuộc biểu tình, trong đó người dân ném gạch đá, chai lọ vào công an. Có 30 người bị bắt và 80 người đã ký giấy tự thú.